# Mikołaj Arciszewski
Mikołaj Arciszewski ps. Michał (ur. 23 stycznia 1908 w Helsinkach, zm. 11 maja 1943 w Warszawie) – uczestnik kampanii wrześniowej, rysownik, dziennikarz (początkowo w poznańskim tygodniku „Od A do Z” następnie w bydgoskiej redakcji „Dnia Pomorskiego”, a od 1934 w gdyńskiej mutacji tej gazety: „Gazecie Morskiej”, w 1936 wraz z redaktorem Józefem Dobrostańskim rozpoczął wydawać tygodnik „Torpeda”, noszący podtytuł „Oczy i uszy Gdyni”),  kapitan Wojska Polskiego, dowódca pieszej 5 osobowej grupy specjalnej "Michała" zrzuconej na terenie Polski ze wschodu - twórca sieci wywiadowczej pracującej na rzecz Armii Czerwonej, więzień Pawiaka.

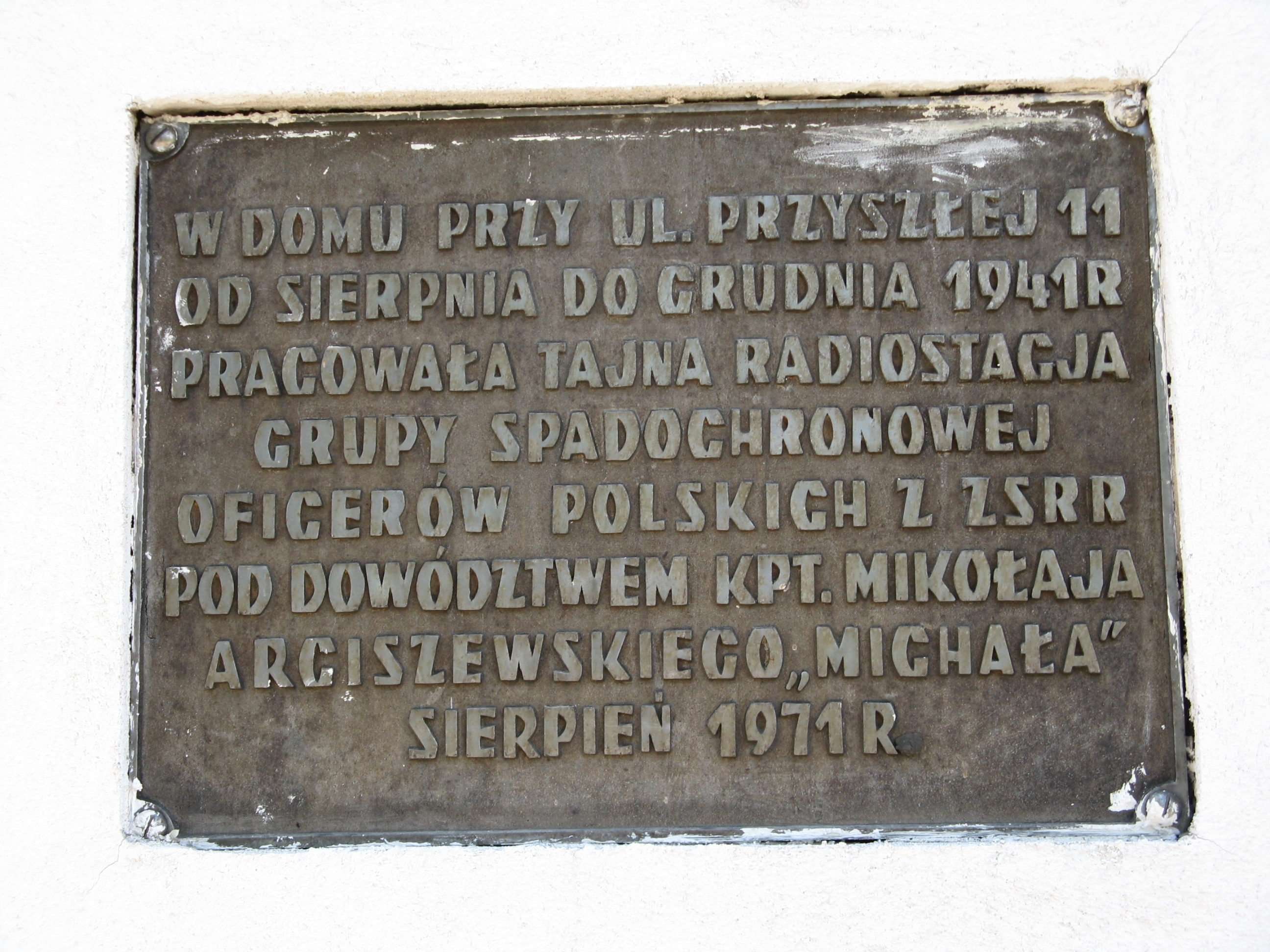
Tablica poświęcona radiostacji radzieckiej działającej podczas II wojny światowej, Piotrków Trybunalski ul. Słowackiego

## Życiorys
Urodził się 23 stycznia 1908 w Helsinkach, w rodzinie Mikołaja.
Na stopień podporucznika rezerwy został mianowany ze starszeństwem z 1 stycznia 1934 i 2148. lokatą, a na stopień porucznika rezerwy awansowany ze starszeństwem z 1 stycznia 1938 i 377. lokatą w korpusie oficerów piechoty.
Zmobilizowany w sierpniu 1939 roku w czasie kampanii wrześniowej uczestniczył  w rejonie Tczewa i Świecia oraz walkach w obronie Warszawy, gdzie uzyskał awans do stopnia kapitana. Po kapitulacji uniknął niemieckiej niewoli i przedostał się na Litwę do Wilna, gdzie po jego zajęciu przez Litwę został internowany. Następnie w wyniku zajęcia Litwy przez Związek Radziecki internowany i przewieziony do Związku Radzieckiego. Tam został członkiem grupy oficerów pn. "Lewica Demokratyczna" i był jednym z inicjatorów Memoriału do Naczelnego Dowództwa Armii Czerwonej z propozycją udziału internowanych oficerów polskich we wspólnej walce z Niemcami. Został wraz z grupą polskich oficerów i żołnierzy internowany na Litwie, a po zajęciu Litwy, Łotwy i Estonii przez ZSRR w lipcu 1940 został osadzony w obozie w Kozielsku (w literaturze mówi się o tym jako Kozielsk II), a następnie w obozie w Griazowcu. Wcześniej z Kozielska wywieziono polskich żołnierzy i zamordowano w  Katyniu.
Arciszewski deklarował chęć czynnej walki z III Rzeszą, po układzie Sikorski-Majski nie wstąpił do Armii Andersa, tylko wybrał drogę współpracy z ZSRR. W nocy 17 sierpnia 1941 jako skoczek spadochronowy został zrzucony wraz z grupą dywersyjną w powiecie piotrkowskim na polach miejscowości Zofiówka k. Wadlewa. Po przedostaniu się do Warszawy nawiązał łączność radiową z Rosjanami i zorganizował sieć wywiadowczą będąc jednocześnie głównym źródłem informacji Armii Czerwonej na terenie Polski, przyczyniając się do porażki hitlerowskich Niemiec na froncie wschodnim w 1942 r. Przebywając na kwaterze w Józefowie, został ujęty przez Niemców 25 lipca 1942 po walce, w której został ranny. Będąc więźniem Pawiaka nikogo nie wydał, został zamordowany 11 maja 1943, rozstrzelany na terenie ruin w getcie warszawskim.
Do 2018 r. był patronem szkoły podstawowej w Wadlewie (obecnie Szkoła Podstawowa im. Jana Pawła II).